# Cylistosoma richteri
Cylistosoma richteri är en skalbaggsart som först beskrevs av Schmidt 1895.  Cylistosoma richteri ingår i släktet Cylistosoma och familjen stumpbaggar. Inga underarter finns listade i Catalogue of Life.